# (4151) Alanhale
(4151) Alanhale (1985 HV1) – planetoida z pasa głównego asteroid okrążająca Słońce w ciągu 5,6 lat w średniej odległości 3,15 j.a. Odkryta 24 kwietnia 1985 roku.
Została nazwana na cześć astronoma Alana Hale’a.